# Kofoeds Enge
Kofoeds Enge ligger på Amagers sydlige spids, mellem Sydvestpynten og Aflandshage tæt på Kongelundsfortet.  Landskabet er den sjældne strandeng og samtidig fuglereservat.
For trækfuglene er det et yndet stoppested, inden de drager videre sydpå.
Som man kan læse af skiltene, må man ikke i ynglesæsonen (1. april til 15. juli) færdes ude ved vandkanten. Man skal holde sig til de tørre enge sammen med kvæget. Man skal ikke være bange for kvæget, bevæger man sig roligt, og ikke forstyrrer dem, gør de intet.
På strandengen kan man se følgende fugle:
- Almindelig ryle
- Dobbeltbekkasin
- Dværgterne
- Gul vipstjert
- Havterne
- Klyde
- Rødben
- Stor præstekrave
- Strandskade
- Vibe

Som rovfugl:
- Rørhøg
- Blå kærhøg

Kofoed Enge er en del af Natura 2000-område nr. 143 Vestamager og havet syd for og Naturpark Amager